# Сосновка (Кировоградская область)
Сосно́вка (укр. Соснівка) — село в Александровской поселковой общине Кропивницкого района Кировоградской области Украины.
Население по переписи 2001 года составляло 660 человек. Телефонный код — 5242. Код КОАТУУ — 3520586501.

## История
В 1885 году в селе насчитывалось 185 хозяйств, находилась православная церковь, школа, 2 постоялых дома и 3 лавки.
До 2020 года село входило в Александровский район

## Известные люди

### В селе родились
- Павловский Фёдор Кириллович (1921—1944) — Герой Советского Союза (1944).